# Augustin Belley
Pour les articles homonymes, voir Belley (homonymie).
Augustin Belley est un religieux et journaliste français, membre de l'Académie royale des inscriptions et belles-lettres, né à Sainte-Foy-de-Montgommery le 19 décembre 1697 et mort à Paris, au Palais-Royal, le 26 novembre 1771 .

## Biographie
Il fait ses études au collège de Lisieux et les poursuit à l'université de Caen. En 1717, il vient à Paris pour y perfectionner ses connaissances en philosophie et en théologie. Il obtient avec honneur au degré de licencié en 1726. Il profite des moments de liberté que lui laissent les études pour instruire des élèves du collège du Plessis.
Les preuves qu'il a donné conduisent le marquis de Balleroy, Jacques-Claude-Augustin de la Cour, à la charger de l'instruction de son fils aîné, Charles Auguste de La Cour de Balleroy. Le marquis de Balleroy lui confie aussi l'instruction de ses autres fils. Une partie de cette éducation se fait à Blois, sous les yeux de l'évêque de Caumartin, oncle du marquis. Profitant de la bibliothèque de l'évêché, il rédige les statuts du diocèse.
En 1735, le duc d'Orléans nomme le marquis de Balleroy gouverneur de son fils, le duc de Chartres. Augustin Belley suit le marquis de Balleroy et s'installe au Palais-Royal. Le duc d'Orléans le nomme son secrétaire ordinaire. N'ayant alors que pour seule occupation ses études, il ajoute à son savoir en histoire et en géographie ancienne et moderne, celui des médailles. Les relations qu'il a avec M. de Clèves, un distingué antiquaire, lui permet d'être initié aux mystères de cette science. Il peut visiter la collection des médailles du roi, celle de M. Pellerin qui possède une collection de médailles des plus riches.
Ses études le mettent en relation avec de nombreux Académiciens. Il est reçu à l'Académie royale des inscriptions et belles-lettres en 1744. Il donne à l'Académie plus de 60 dissertations qui paraissent dans ses Mémoires de 1753 à 1770, pour éclaircir des points obscurs de l'ancienne géographie et à fixer les ères marquées sur les médailles. Il complète les époques des Syro-macédoniens dont le cardinal Noris a expliqué les années mentionnées sur les médailles gravées par les villes fondées ou réparées par les successeurs d'Alexandre. Il donne 16 dissertations sur ce sujet. Il est reçu pensionnaire en 1761.
En 1749, le chancelier d'Aguesseau fait entrer Augustin Belley à la rédaction du Journal des sçavans. Il le nomme censeur royal et lui obtient une pension de 900 livres sur le prieuré de Chaux, en Franche-Comté.
Le duc d'Orléans étant mort le 4 février 1752, il lui laisse par testament 400 livres de rente viagère. Son fils, Louis-Philippe d'Orléans lui conserve son appartement au Palais-Royal. Il continue dans sa charge de secrétaire ordinaire du duc, de bibliothécaire et de garde de ses pierres gravées. Le duc lui a confie aussi l'instruction de sa fille, Mademoiselle. Effrayé par l'incendie de l'opéra, 6 avril 1763, qui jouxte le Palais-Royal, lui ayant fait craindre pour les trésors dont il a la garde, il se met à avoir des tremblements de son corps qui l'ont empêché d'écrire lui-même ses dissertations qui a continué de lire à l'Académie.